# Der große Bagarozy
Der große Bagarozy ist ein deutscher Spielfilm aus dem Jahr 1999 mit Corinna Harfouch und Til Schweiger in den Hauptrollen. Regie führte Bernd Eichinger. Der Film entstand nach dem gleichnamigen Roman von Helmut Krausser aus dem Jahr 1997 und ist eine Mischung aus Komödie, Kriminal- und Fantasy-Film.

## Handlung
Cora Dulz (Corinna Harfouch) ist eine frustrierte und gelangweilte Psychologin. Ihr Mann (Thomas Heinze) ist seit einem Herzinfarkt übertrieben vorsichtig – das äußert sich unter anderem in sexueller Enthaltsamkeit, was die latente Lebenskrise seiner Frau noch verstärkt. Um seine hypochondrischen Ängste zu kompensieren, sammelt er Todesanzeigen von Personen, die auf besonders abstruse Weise zu Tode gekommen sind.
Cora lernt Stanislaus Nagy (Til Schweiger) kennen, einen ungewöhnlichen neuen Patienten, der sie anzieht und der zunächst vorgibt, ihm sei Maria Callas erschienen, um dann nach und nach preiszugeben, dass er in Wahrheit der Teufel sei. Erst als Cora ihn im Rahmen einer Varietéshow als Zauberkünstler erlebt, wo er sich „der große Bagarozy“ nennt und ausgerechnet die gefeuerte Sprechstundenhilfe als Assistentin beschäftigt, kommen berechtigte Zweifel an der mythischen Identität von Nagy auf.
Cora versucht, den mutmaßlichen Scharlatan zu entlarven. Dieses Bestreben gipfelt in einer Obsession, die darin mündet, dass Cora Nagy eine Waffe entwendet und damit ihren Mann erschießt. Der des Mordes verdächtigte Nagy entzieht sich der Festnahme durch die Verwandlung in einen schwarzen Pudel. Angesichts des spurlos Verschwundenen fällt der Verdacht auf Cora. Nach einem Fluchtversuch aus dem Krankenhaus will diese sich vom Dach stürzen, wird aber von Nagy aufgehalten, der ihr eröffnet, dass er ein gewöhnlicher Mensch werden wolle, um zu altern und irgendwann zu sterben.
Nach einem Kuss stürzt Nagy sich vom Dach und landet auf dem Dach eines Autos, wo er als schwarzer Pudel tot liegenbleibt. Nagys Ausspruch „Auf der Mitte einer Brücke ist alles möglich“ folgend, begegnet Cora nach ihrer Entlassung auf einer Brücke einem Mann, der Nagy verblüffend gleicht, aber jegliche Erinnerung an sein früheres Dasein verloren zu haben scheint. Gemeinsam dem plötzlich hörbaren Gesang der Callas lauschend, gehen die beiden zusammen fort.

## Kritik
Helmut Krausser, der Autor der Romanvorlage selbst, hielt Eichingers Filmadaption „für völlig missraten“.
Sandra Vogell schrieb am 7. Oktober 1999 auf BR-Online:
… Sein Film ist inhaltlich ein Plädoyer für das Außergewöhnliche und formal die Einlösung dieser Forderung. Die Geschichte vom Teufel, der keiner mehr sein will und der Psychologin, die das Abenteuer wittert, ist weder stringent erzählt, noch pausenlos fesselnd und schon gar nicht leicht durchschaubar. Dafür aber originell. Und das muss gelobt werden! Allein schon Eichingers Ideen sind so gaga (die Idee eine Callas-Biografie mit einer Teufelserlösung zu verknüpfen im Allgemeinen, der zähnefletschende Pudel im Besonderen), dass man dafür dankbar sein möchte; da kann man gerne hinnehmen über längere Strecken etwas ratlos im Kino zu sitzen.…
Rüdiger Suchsland schrieb auf artechock.de:
[Eichinger] hat das Thema filmisch im Griff und vermeidet all die Peinlichkeiten, die man im deutschen Film derzeit dauernd findet. … Diese psychoanalytische Geschichte sexueller Frustration und metaphysischer Abgründe hätte wirklich groß und gut werden können. Aber unübersehbar bleibt das schwache Drehbuch, dessen mal geschraubte, mal pseudo-zeitgemäße Sätze selten den richtigen Ton treffen, und oft den Ernst des Themas verschenken. Enttäuschend auch beide Hauptdarsteller: Die Harfouch spielt zwar schwach, aber noch passabel. Til Schweiger jedoch trägt die Rolle keinen Augenblick – eine grandiose Fehlbesetzung, bei diesem Film eine Katastrophe.
Am 31. August 2002 schrieben Frank Ehrlacher und Sylvia Rosarius auf moviemaster.de:
„Der große Bagarozy“ spielt mit dem gesunden Menschenverstand seiner Zuschauer, wer ist letztendlich der Verrückte? Ist es Stanislaus oder etwa Cora, handelt es sich beim Patienten um einen cleveren Spinner oder ist er wirklich der Teufel und wenn ja, wieso kommt ein Teufel mit Liebeskummer zu einer Psychoanalytikerin? Wenn man dann am Schluss Bescheid weiß, bleibt die Frage, wie verhalte ich mich in Zukunft gegenüber einem schwarzen Pudel???
Katja Eichinger, Autorin der Eichinger-Biographie BE, widmet dem Film das Kapitel Wenn man vom Teufel spricht:
„Der große Bagarozy“ hat viele schöne, viele bewegende Momente. Und dennoch: Als Ganzes gesehen funktioniert der Film nicht. Die einzelnen Puzzleteile fügen sich nicht zusammen, sondern hängen unglücklich in der Luft. […] zwischen Corinna Harfouch und Til Schweiger existiert keine Chemie. Das kann ein Besetzungsfehler sein, aber auch das Drehbuch ist Schuld[sic!] daran. …

## Filmmusik (Titelliste)
Auf der Audio-CD zum Film finden sich diese Titel:
1. Somewhere Over The Rainbow (Spieluhr) (Stephan Zacharias, Norbert J. Schneider)
2. Ambiguous Encounter (Henning Lohner)
3. Don Carlos: Tu che le vanità (Maria Callas)
4. La Wally: Ebben? ne andrò lontana (Maria Callas)
5. Tosca: Ah! Finalmente! (Maria Callas)
6. Tosca: E qual via Scegliete? (Maria Callas)
7. Norma: Casta Diva! (Maria Callas)
8. Gianni Schicchi: O mio babbino caro (Maria Callas)
9. La sonnambula: Oh! se una volta sola … (Maria Callas)
10. Andrea Chénier: La mamma morta (Maria Callas)
11. I vespri siciliani: Mercé, dilette amiche (Maria Callas)
12. Enlightenment (Stephan Zacharias)
13. Chase and Resurrection (Stephan Zacharias)

Im Film kommt ein weiterer Titel vor: It's a Man's Man's Man's World, gesungen von James Brown. An der Gestaltung der Musik waren Musikproduzent Klaus Badelt und Musikassistent Rob Williams beteiligt. Zusätzliche Filmmusik: Norbert J. Schneider, Michael Witzel, Ludwig Eckmann, Sopran: Renate Düerkop, Tenor: Jürgen Fersch, Klavier: Celine Dutilly, Musikkoordination: AXXIS Musikverlag, Georg Naschke.